# Taranetzella lyoderma
Taranetzella lyoderma är en fiskart som beskrevs av Anatoly Petrovich Andriashev 1952. Taranetzella lyoderma ingår i släktet Taranetzella och familjen tånglakefiskar. Inga underarter finns listade i Catalogue of Life.